# Michel Gras
Pour les articles homonymes, voir Gras.
Michel Gras (né le 11 septembre 1945 à Montpellier) est historien et archéologue français, il a été directeur de l’École française de Rome de 2003 à 2011. 

## Biographie
Michel Gras (1945) est un historien et archéologue français né à Montpellier (Hérault, Occitanie) où il a fait ses études secondaires et supérieures. Agrégé d’histoire (1968), pensionnaire de la Fondation Thiers (1970-1972), diplômé de l’École pratique des Hautes Études, il entre au CNRS en 1972 comme attaché de recherche mais le quitte l’année suivante pour l’École française de Rome où il est membre (1973-1976) puis directeur des études pour l’Antiquité (1976-1985). Docteur d’État en 1983, sa thèse est publiée en 1985 (Trafics tyrrhéniens archaïques, Rome, BEFAR, avec une préface de Jacques Heurgon). Il revient alors au CNRS comme directeur de recherche. De 1990 à 1994 il est Directeur adjoint du Département des Sciences de l’Homme et de la Société du CNRS, puis de 1999 à 2003, Vice-Président du Conseil national de la Recherche archéologique au Ministère chargé de la Culture. Il repart à Rome en 2003 comme Directeur de l’École française de Rome et le reste jusqu’en 2011. Il est ensuite Président du Conseil d’administration de la Casa de Velazquez (Madrid), Président du Conseil scientifique international du Labex Archimède (Montpellier), membre du Conseil d’administration de Sapienza Università di Roma et du Conseil scientifique du Centro nazionale delle ricerche (CNR, Rome), membre du Conseil scientifique du programme sur le littoral (Liteau) au Ministère chargé de l’Écologie.
Socio straniero de l’Accademia nazionale dei Lincei, Socio effettivo de la Pontificia Accademia romana di archeologia, Membro ordinario dell’Istituto di Studi etruschi e italici, Membre correspondant du Deutsches archaőlogisches Instituts de Berlin. Il a reçu en 2011 le Premio Galileo Galilei.[Traduire passage]

## Thèmes de recherche
Il a travaillé en Sicile sur le chantier de l’École française de Rome dans la cité grecque de Mégara Hyblaea au Nord de Syracuse depuis 1974 et en a eu la responsabilité de 1994 à 2004 après la disparition de Georges Vallet. Il a porté son attention à la mise en place de l’organisation urbaine (Megara Hyblaea 5, 2004 avec Henri Tréziny et Henri Broise) et aux rituels funéraires grecs archaïques (Megara Hyblaea 6.1 avec Henri Duday) à la suite d’une grande opération d’archéologie préventive dans la nécropole méridionale de cette ville grecque menacée par l’extension de la zone industrielle voisine.
Ses travaux portent sur la Méditerranée occidentale et ses littoraux, dans les trois siècles qui ont suivi la fondation de Rome, avec une attention particulière aux Grecs, aux Étrusques, aux Phéniciens, ainsi qu’aux îles de Sardaigne et de Sicile et à toute l’Italie préromaine ; sans oublier le Maghreb, la Corse et le Midi de la France. Ses analyses des échanges maritimes, des circulations de biens (vin et huile dans des amphores), des migrations individuelles et collectives ainsi que des structures de l’échange (emporia) s’appuient sur des données archéologiques et historiques (sources littéraires grecques et latines). L’archéologie est pour lui une science du territoire qui en met en valeur le potentiel sans oublier les retombées sur le contemporain. Il est également sensible à une approche historiographique qui cherche à comprendre l’état actuel des institutions et des recherches en analysant l’apport du passé.

## Publications[2]
Ses nombreuses publications (350 environ), surtout en langue française et italienne, se trouvent dans des revues scientifiques internationales et dans des actes de colloques (notamment les Atti dei Convegni di studi sulla Magna Grecia de Tarente). Parmi ses titres principaux :
- L’Univers phénicien (avec Pierre Rouillard et Javier Teixidor), Paris, Arthaud, 1989 traduit en deux langues et réédité (Hachette, coll. Pluriels) ;
- La Méditerranée archaïque, Paris, Armand Colin, 1995 traduit en trois langues et disponible en ligne chez l’éditeur.

Il a publié une anthologie de textes sur l’histoire  de l’École française de Rome : 
- A l’école de toute l’Italie. Pour une histoire de l’École française de Rome, Rome, 2010 ; ainsi qu’une recherche collective sur ses premières années :
- Construire l’institution, 1873-1895, Rome 2015 (avec Olivier Poncet).

### Autres livres
- Trafics tyrrhéniens archaïques, Rome, 1985 (www.persee.fr).
- Mégara Hyblaea 5, Rome : École française de Rome, 2004, avec Henri Broise et Henri Tréziny.
- Mégara Hyblaea 6.1 Les données funéraires avec Henri Duday (www.efrome.it).

### Choix d’articlesen ligne
- Les importations du VIe siècle à Tharros (Sardaigne) dans MEFRA, 86, 1974, pp. 79-139 (www.persee.fr)
- Cité grecque et lapidation dans Du châtiment dans la cité (Rome 1982), Rome 1984, pp. 75-89. (www.persee.fr)
- Vin et société à Rome et dans le Latium à l’époque archaïque dans Modes de contact et processus de transformation dans les sociétés anciennes (Cortona 1981), Rome 1983, pp. 1067-1075 (www.persee.fr).
- Aspects de l’économie étrusque dans Ktema, 1985, pp. 149-159 (www.persee.fr).
- Riace : documents pour deux statues in Les nouvelles de l’archéologie, 1985, pp. 59-66 (www.persee.fr).
- Aspects de la recherche sur la colonisation grecque. A propos du congrès d’Athènes. Notes de lecture dans Revue belge de philologie et d’histoire, 1986, pp. 5-21(www.persee.fr).
- Il golfo di Napoli e il Tirreno arcaico, dans Neapolis (Atti del XXV convegno di studi sulla Magna Grecia, Taranto 1985), Tarente, 1986, p. 11-35 (www.pugliadigitallibrary.it).
- Le temple de Diane sur l’Aventin dans Revue des études anciennes, 1987, pp. 47-61 (www.persee.fr).
- L'economia, dans Un secolo di ricerche in Magna Grecia (Atti del XXVIII Convegno di studi sulla Magna Grecia, Taranto 1989), Naples 1989, p. 395-420 (www.pugliadigitallibrary.it).
- La mémoire de Lixus, dans Lixus (Larache 1989), Rome 1992, pp. 27-44 (www.persee.fr).
- Georges Vallet (1922-1994) dans MEFRA 1994/1, pp. 1-7. (www.persee.fr).
- La Méditerranée occidentale, milieu d’échanges. Un regard historiographique dans La Grèce et l’Occident (Villa Kerylos 1991), Rome 1995, pp. 109-121. (www.persee.fr).
- Mégara Hyblaea avant Augusta : une fontaine dans l'histoire dans Alla Signorina. Mélanges offerts à Noëlle de La Blanchardière, Rome 1995, pp. 141-166 (www.persee.fr).
- Georges Vallet et le commerce dans La colonisation grecque en Italie méridionale et en Sicile (Rome-Naples 1995), Rome 1999, pp. 7-22. (www.persee.fr).
- Commercio e scambi fra Oriente e Occidente, dans Magna Grecia e Oriente mediterraneo prima dell'età ellenistica. Atti del XXXIX Convegno di Studi